# ۱۱۲۷ (خورشیدی)
۱۱۲۷ هزار و صد و بیست و هفتمین سال در گاه‌شماری هجری خورشیدی است.

## رویدادها
- کنارزدن عادل‌شاه افشار توسط برادرش ابراهیم‌شاه افشار و پادشاهی وی از خرداد تا شهریور در مشهد
- آغاز پادشاهی شاهرخ‌میرزا افشار پس از ابراهیم‌شاه افشار
- ادامهٔ از هم‌گسیختگی امور ایران و جنگ قدرت میان سرداران نادرشاه و سران قبایل در ایران برای تصاحب قدرت.

## درگذشتگان
- عادل‌شاه افشار؛ دومین پادشاه دودمان افشاری در ایران.
- ابراهیم‌شاه افشار؛ سومین پادشاه دودمان افشاری در ایران.